# One Touch of Nature
«One Touch of Nature» — американский короткометражный драматический фильм Дэвида Уорка Гриффита.

## Сюжет
Фильм рассказывает о полицейском Джоне Мюррее, который вместе с верной женой воспитывает маленькую дочь. Казалось бы, у них всё замечательно, но вдруг девочка уходит из жизни...

## В ролях
| Актёр            | Роль                         |
| ---------------- | ---------------------------- |
| Артур В. Джонсон | Джон Мюррей                  |
| Флоренс Лоуренс  | миссис Джон Мюррей           |
| Мэрион Леонард   | сицилийская женщина          |
| Чарльз Инсли     | сообщник сицилийской женщины |
| Гарри Солтер     | доктор                       |
| Линда Арвидсон   | медсестра                    |
| Кейт Брюс        |                              |
| Глэдис Иган      |                              |
| Джордж Гебхардт  |                              |